# الجسر (فلم)
الجسر (بالإنجليزية: The Bridge) هو فيلم نيجيري صدرَ عام 2017 من إنتاج وإخراج كانلي أفولايان.

## القصّة
يُقرّر أميرٌ من العائلة المالكة الزواج من سيدة من منزل ثرية ومعروفة، لكن وَالِدَيْ الاثنين لا يوافقون على علاقتهما بسببِ الخلافات القبلية، ونتيجةً لذلك يتزوّج الثنائي سرًا وهو ما يُؤدّي إلى انهيار الكثير من الأمور في حياتهما.

## طاقم التمثيل
- شيدينما في دور ستيلا ماكسويل
- ديمولا آديدويين في دور أوبادور آداييمي
- كونلي آفولاين في دور جيري
- زاك أورجي في دور دومينيك ماكسويل
- زاك مبا في دور السيدة ماكسويل
- أيو أكينويل في دور أوبي أداييمي
- بينتا أيو موجاجي في دور أولوري أمولاد
- كين إريكس في دور أغوستين
- بيتر جونسون في دور باسكال
- أكينيرلي أكينولا في دور أرزين